# Marie Myriam
Marie Myriam, nom artístic de Myriam Lopes Elmosnino, (nascuda el 8 de maig del 1957 a Kananga, llavors Congo Belga (avui República Democràtica del Congo), és una cantant francoportuguesa.
És particularment famosa per ser la guanyadora (i l'última guanyadora francesa) del Festival d'Eurovisió 1977 amb la cançó L'Oiseau et l'Enfant.

## Biografia
Filla de pares portuguesos, fou batejada amb el nom Myriam Lopes; va néixer el 8 de maig de 1957, a la ciutat de Kananga, llavors al Congo Belga - actual República Democràtica del Congo. · Si bé va viure un temps al seu país de naixement, la seva família es va traslladar a França quan Myriam encara era un nena, tot i que sovint visitaven Portugal, lloc d'origen dels seus parents. Durant la seva adolescència va arribar a viure durant 4 anys a la ciutat de Coimbra. La seva llengua materna és el portuguès, tot i que des de ben jove va tenir influència del francès.
Marie Myriam despuntà a l'escenari musical el 1976 amb el single "Ma Colombe", cosa que li va proporcionar un cert èxit a França i al Canadà. El reconeixement li va suposar representar França al Festival de la Cançó d'Eurovisió 1977, amb la cançó L'Oiseau et l'Enfant ("L'ocell i l'infant"), escrita per Joe Gracy i composta per Jean-Paul Cara. Fou la vencedora d'aquest festival, celebrat a Londres la vigília del 20è aniversari de la jove cantant.
Al llarg de la seva carrera va enregistrar diversos discos, incloent "Sentimentale" i temes inspiradors de Nadal, així com discos infantils.. També va cantar la banda sonora de diverses sèries animades i va enregistrar temes per a les recopilacions "Les Plus Belles Chansons Françaises" de les edicions Atlas. Un dels temes és una versió d'"Avril Au Portugal".
El 2011 va ser elegida una de les 7 meravelles d'Eurovisió al lloc web ESCPortugal. Darrerament ha estat costum que fos la portaveu del jurat francès a Eurovisió.
Marie estigué casada amb el productor musical Michel Elmosnino des de finals dels anys 1970 fins a la seva mort, als 67 anys, el 2013;el matrimoni va tenir dos fills: Laureen (nascuda el 1982) i Rick (nascut el 1990).

## Discografia
- Toutes les chansons du monde - 1977
- Toujours partir
- Le cœur somnambule - 1979
- Sentimentale - 1982
- La plus belle chanson d'amour
- Vivre
- Nostalgia - 1985
- VII (editat només al Québec) - 1991

Singles
- Ma colombe/Rêver d'ailleurs - 1976
- L'oiseau et l'enfant - 1977
- A ave e a infância (versió portuguesa de "L'oiseau et l'enfant") - 1977
- El zagal y el ave azul (versió castellana de "L'oiseau et l'enfant") - 1977
- The bird and the child (versió anglesa de "L'oiseau et l'enfant") - 1977
- La Leçon de Prévert - 1977
- Toutes les chansons du monde - 1977
- Loin, Loin - 1978
- Chansons pour Casimir - 1979
- Toujours partir - 1979
- Un Homme Libre - 1979
- Les Visiteurs de Noël - 1979
- Los Olvidados - 1980
- Noël - 1980
- Blanche Neige - 1981
- J'aime Quand Tu Es Jaloux - 1981
- Nils Holgersson - 1982
- Sentimentale - 1982
- Candy Grandit
- Alors/La plus belle chanson d'amour - 1983
- Nostalgia - 1984
- Vivre - 1985
- Tout Est Pardonné - 1987
- Dis-Moi Les Silences - 1988
- En plein cœur - 1988
- La Solitude Des Rois - 1989
- Pour toi Arménie [varis]- 1989
- P'tit homme - 1992

Compilacions
- 1994: 14 plus grands succès (compilació) - 1994
- 1995: Atout (compilació) - 1995
- 1996: Charme (compilació) - 196
- 2007: Encore (compilació)